# Bývalý důl Petrova skála
Bývalý důl Petrova skála je staré důlní dílo komorové dobývky galenitu a břidlice. Tento malý důl (tj. jeskyně s rozměry cca 10 x 11 x 5 m) se nachází nad bezejmenným potůčkem (přítokem potoka Suchá) cca 410 m od silnice z Oder do Potštátu na katastru Spálova v okrese Nový Jičín v Moravskoslezském kraji. V zimních měsících, za příhodných podmínek se v jeskyni dolu na stropu i počvě vytváří krásná ledová výzdoba. Vstup do dolu je zakázán.

## Další informace

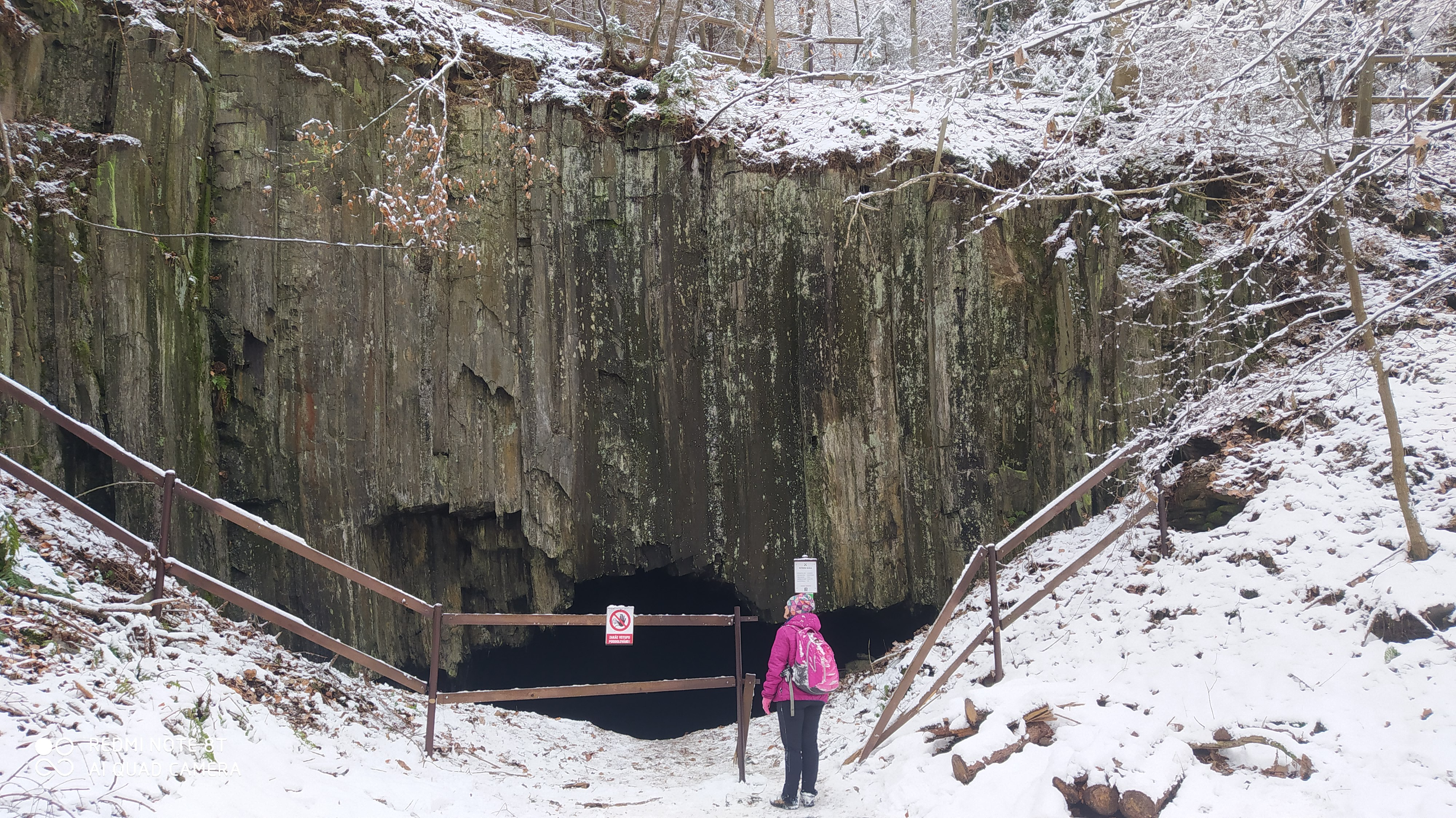
Vstupní portál do bývalého dolu Petrova skála

K dolu nevede turistická stezka, ale pouze lesní/polní cesty.
V okolí jsou ještě další bývalé doly a lomy.